# نيفين باجكيتش
نيفين باجكيتش (بالإنجليزية: Neven Pajkić)‏ مواليد 25 أغسطس 1977 في سراييفو، جمهورية البوسنة والهرسك الاشتراكية هو ملاكم محترف كندي يصنف ضمن فئة الوزن الثقيل.

## المسيرة الاحترافية
من نزالاته:
- خسر أمام تايسون فيوري بالضربة الفنية القاضية (2011).
- انتصر على أندرياس سيدون (2010).

## إحصائيات
خاض خلال مسيرته 18 نزالا، فاز في 17 ولم يتعادل وخسر في 1. فاز بالضربة القاضية في 5 نزالات.

## روابط خارجية
- نيفين باجكيتش على موقع بوكس ريك (الإنجليزية) (registration required)